# Grahovište
Grahovište – wieś w Bośni i Hercegowinie, w Federacji Bośni i Hercegowiny, w kantonie sarajewskim, w gminie Vogošća. W 2013 roku liczyła 93 mieszkańców, z czego większość stanowili Boszniacy.